# Incendio de Cagua de 2020
El incendio de Cagua ocurrió el 23 de enero de 2020 en el cañaveral Agrícola del Lago, en Cagua, estado Aragua, Venezuela. El incendio ha producido 11 víctimas confirmadas, 9 de ellas menores de edad.

## Incendio
El incendio inició el 23 de enero de 2020, alrededor de la 1:00 p. m. hora local (HLV), en el cañaveral Agrícola El Lago, una siembra de caña de azúcar ubicada en una zona de extracción popular en el sector La Carpiera, en Cagua, estado Aragua. El incendio fue controlado para las 22.00 horas. A pesar de controlar el incendio, las autoridades mantuvieron la categoría de "prevención" en la zona. Unidades de los bomberos de Aragua, Cagua y Forestales, Protección Civil Aragua, grupos de rescate y salvamento, al igual que guardaparques y Corposalud Aragua participaron en el procedimiento.
A las 21.50 horas, el funcionario de los bomberos declaró que el incidente consistió en un "incendio de vegetación" que comenzó en horas de la tarde. El gobernador del estado Aragua, Rodolfo Marco Torres, aseguró que los organismos competentes realizaban investigaciones para esclarecer las circunstancias del incendio, y el director del Cuerpo de Investigaciones Científicas, Penales y Criminalísticas (CICPC), Douglas Rico, declaró que los funcionarios del cuerpo fueron desplegados para la investigación.
Inicialmente los equipos de rescate informaron que el incendio había cobrado a diez víctimas. Al día siguiente, el fiscal general Tarek William Saab confirmó que al menos once personas, nueve de ellos menores de edad, murieron como consecuencia del incendio, asegurando que envió una comisión de fiscales acompañados por la fiscal superior del estado, y que a su vez integraba una  "comisión interdisciplinaria" para realizar las investigaciones correspondientes. Los jóvenes fallecidos se acercaron a la zona para intentar cazar a conejos que huían del fuego, pero el cambio de la dirección del viento propagó las llamas mucho más rápido y no pudieron salir del cañaveral.
Saab también explicó que el incendio se produjo en un cañavera donde periódicamente se quema parte de la cosecha como parte de la zafra. El familiar de una de las víctimas coincidió con que los dueños de los cañaverales comenzaron el fuego durante el día para quemar las cañas de azúcar, como era costumbre, pero destacó que dichas quemas deben realizarse de noche, cuando las temperaturas son más bajas y existe menos riesgo para quienes viven en la zona, y que hay que tener un cortafuego para controlar las llamas, denunciando que no era a primera vez que los dueños de los cañaverales de Cagua comenzaban un incendio en horas del día y sin tomar previsiones.
Los residentes del sector criticaron al gobierno de Nicolás Maduro que los bomberos locales no contaran con el equipaje necesario para enfrentar el incendio, incluyendo camiones cisternas ni agua, razón por la cual el incendio tardó horas en ser controlado. Los denunciantes aseguraron que la alcaldesa oficialista del municipio Sucre, Miriam Pardo, gastó millones de dólares en la remodelación de una plaza durante su gestión.
La diputada por el estado Aragua a la Asamblea Nacional, Karin Salanova, aseguró que los niños cazaban conejos para poder alimentarse porque viven en una situación precaria y que en la localidad donde se produjo el incendio no había ambulancia para trasladar a los heridos, cuestionando las deficiencias de insumos en el centro hospitalario donde los heridos fueron llevados, el Hospital Central de Maracay, que su ala de pediatría se encontrara cerrada, y que las autoridades regionales no movilizara a las Fuerzas Armada para atender la emergencia.

## Víctimas
En la zona del incendio no existen centros de salud preparados para atender este tipo de emergencias, por lo que las víctimas fueron trasladados a distintos centros de atención de salud de la región, incluyendo al Hospitalito de Cagua, al Hospital Central de Maracay (HCM), y al Seguro Social de San José, también en Maracay.
Al menos siete adolescentes fallecieron en el lugar, otros dos jóvenes murieron en el Hospitalito de Cagua y otro en el Hospital Central de Maracay, institución en la que uno de los sobrevivientes recibe cuidados intensivos. En redes sociales, algunos usuarios publicaron mensajes pidiendo insumos médicos para los centros. Dos jóvenes de doce años fueron recluidos en la unidad de Cuidados Intensivos del HCM, en estado crítico y con quemaduras en 30% del cuerpo, uno de los cuales falleció en horas de la noche. Las víctimas comprendieron un rango de edad entre 10 y 18 años.
Entre los fallecidos se encuentran dos de 15 años, uno de 14 años, dos de 13 años, uno de 12 años y otro de 10 años, además de dos jóvenes de 18 años y dos víctimas que no han sido identificadas.
Juan Guaidó, Henrique Capriles, y el comisionado presidencial para los derechos humanos y atención a las víctimas, Humberto Prado, enviaron sus condolencias a los familiares de las víctimas.